# James Hamilton-Paterson
James Hamilton-Paterson (Londen, 6 november 1941), is een Engels schrijver en dichter.

## Biografie
James Hamilton-Paterson studeerde aan de Universiteit van Oxford en won tijdens zijn studietijd de prestigieuze Nedigate Prize. Van 1969 tot 1974 werkte Hamilton-Paterson als journalist voor de New Statesman. Aansluitend werkte hij als redacteur voor het tijdschrift Nova. Sinds jaren 70 woont Hamilton-Paterson voornamelijk in het buitenland. Hij woonde vanaf 1979 lange perioden in de Filipijnen, waar hij bekend werd door zijn commentaren in Filipijnse kranten en tijdschriften. Later woonde hij een periode in het Italiaanse Toscane en tegenwoordig woont hij in Oostenrijk. 
Het oeuvre van Hamilton-Paterson bestaat uit fictie en non-fictie en gedichten. Diverse boeken hebben betrekking op zijn ervaringen in de Filipijnen. In zijn roman Ghosts of Manila uit 1994 schetst hij een kritisch beeld de Manilla ten tijde van het bewind van president Ferdinand Marcos. In America's Boy uit 1998 plaatst hij het dictatoriale bewind van Marcos in de geopolitieke context van die tijd.

### Gedichten
- Option Three (1974)
- Dutch Alps (1984)

### Fictie
- The View from Mount Dog (1987)
- Gerontius (1989)
- The Bell Boy (1990)
- Griefwork (1993)
- Ghosts of Manila (1994)
- The Music (1995)
- Playing with Water: Passion and Solitude on a Philippine Island (1998)
- Loving Monsters (2002)
- Cooking with Fernet Branca (2004)
- Amazing Disgrace (2006)
- Rancid Pansies (2008)

### Fictie voor kinderen
- Flight Underground (1969)
- The House in the Waves (1970)
- Hostage (1978)

### Non-fictie
- A very personal war: the story of Cornelius Hawkridge (1971)
- Mummies: Life and Death in ancient Egypt (1978)
- Playing with Water (1987)
- Three Miles Down (1990)
- Seven-Tenths: the sea and its thresholds (1992)
- America's Boy (1998)
- Empire of the Clouds: When Britain's Aircraft Ruled the World (2010)

- Bibsys: 90219172
- Bibliothèque nationale de France: cb12864608f (data)
- CiNii: DA05448760
- Gemeinsame Normdatei: 120085232
- International Standard Name Identifier: 0000 0001 1780 5516
- Library of Congress Control Number: n79033086
- Bibliotheek van het Japanse parlement: 00513713
- Nationale Bibliotheek van Tsjechië: xx0038757
- Nationale bibliotheek van Australië: 35166332
- Nationale Bibliotheek van Israël: 987007277141605171
- Nationale en Universitaire bibliotheek Zagreb: 000454214
- Nederlandse Thesaurus van Auteursnamen: 074703382
- Système universitaire de documentation: 080574092
- Virtual International Authority File: 118095774
- WorldCat: E39PBJcKGrMv7pk3q3pXdPJqwC